# Romualdo Arppi Filho
Romualdo Arppi Filho, född 7 januari 1939 i Santos i delstaten São Paulo, död 4 mars 2023 i samma stad, var en fotbollsdomare från Brasilien. Han dömde VM-finalen 1986 i Mexiko, mellan Argentina och Västtyskland.